# Discografia di Ermal Meta
La discografia di Ermal Meta, cantautore pop italiano attivo dapprima con La Fame di Camilla e in seguito come solista, è costituita da cinque album in studio, uno dal vivo, trenta singoli e ventinove video musicali (inclusi quelli come artista ospite), pubblicati dal 2014.

## Album

### Album in studio
| Anno | Titolo | Classifiche | Certificazioni | Unità          |
| Anno | Titolo | ITA         | Certificazioni | Unità          |
| ---- | --- | ----------- | -------------- | -------------- |
| 2016 | Umano - Pubblicato: 12 febbraio 2016 - Etichetta: Mescal - Formati: CD, download digitale                                | 45          |                |                |
| 2017 | Vietato morire - Pubblicato: 10 febbraio 2017 - Etichetta: Mescal - Formati: CD, 2 LP + 7", download digitale            | 1           | - ITA: Platino | - ITA: 50 000+ |
| 2018 | Non abbiamo armi - Pubblicato: 9 febbraio 2018 - Etichetta: Mescal - Formati: CD, LP, download digitale                  | 1           | - ITA: Platino | - ITA: 50 000+ |
| 2021 | Tribù urbana - Pubblicato: 12 marzo 2021 - Etichetta: Mescal - Formati: CD, LP, download digitale                        | 1           |                |                |
| 2024 | Buona fortuna - Pubblicato: 3 maggio 2024 - Etichetta: Columbia Records, Sony Music - Formati: CD, LP, download digitale | 3           |                |                |

### Album dal vivo
| Anno | Titolo | Classifiche |
| Anno | Titolo | ITA         |
| ---- | --- | ----------- |
| 2019 | Non abbiamo armi - Il concerto - Pubblicato: 25 gennaio 2019 - Etichetta: Mescal - Formati: 2 CD, 3 CD + 2 DVD, download digitale | 3           |

## Singoli

### Come artista principale
| Anno                                                         | Titolo                                         | Classifiche | Classifiche | Classifiche | Classifiche | Certificazione                 | Unità           | Album di provenienza |
| Anno                                                         | Titolo                                         | ITA         | BEL (FL)    | SWE         | SWI         | Certificazione                 | Unità           | Album di provenienza |
| ------------------------------------------------------------ | ---------------------------------------------- | ----------- | ----------- | ----------- | ----------- | ------------------------------ | --------------- | -------------------- |
| 2014                                                         | Lettera a mio padre                            | —           | —           | —           | —           |                                |                 | /                    |
| 2015                                                         | Odio le favole                                 | 66          | —           | —           | —           | Umano                          |                 |                      |
| 2016                                                         | Volevo dirti                                   | —           | —           | —           | —           | Umano                          |                 |                      |
| 2016                                                         | A parte te                                     | —           | —           | —           | —           | Umano                          | - ITA: Oro      | - ITA: 35 000+       |
| 2016                                                         | Gravita con me                                 | —           | —           | —           | —           | Umano                          |                 |                      |
| 2017                                                         | Vietato morire                                 | 7           | —           | —           | —           | - ITA: Platino (2)             | - ITA: 100 000+ | Vietato morire       |
| 2017                                                         | Ragazza paradiso                               | —           | —           | —           | —           | - ITA: Oro                     | - ITA: 25 000+  | Vietato morire       |
| 2017                                                         | Voodoo Love (feat. Jarabe de Palo)             | —           | —           | —           | —           |                                |                 | Vietato morire       |
| 2017                                                         | Piccola anima (feat. Elisa)                    | 54          | —           | —           | —           | - ITA: Platino                 | - ITA: 50 000+  | Vietato morire       |
| 2018                                                         | Non mi avete fatto niente (con Fabrizio Moro)  | 2           | 80          | 20          | 16          | - ITA: Platino                 | - ITA: 50 000+  | Non abbiamo armi     |
| 2018                                                         | Dall'alba al tramonto                          | 57          | —           | —           | —           | - ITA: Oro                     | - ITA: 25 000+  | Non abbiamo armi     |
| 2018                                                         | Io mi innamoro ancora                          | —           | —           | —           | —           |                                |                 | Non abbiamo armi     |
| 2018                                                         | 9 primavere                                    | —           | —           | —           | —           |                                |                 | Non abbiamo armi     |
| 2019                                                         | Un'altra volta da rischiare (feat. J-Ax)       | 27          | —           | —           | —           | Non abbiamo armi - Il concerto |                 |                      |
| 2019                                                         | Ercole                                         | —           | —           | —           | —           | Non abbiamo armi - Il concerto |                 |                      |
| 2020                                                         | Finirà bene                                    | —           | —           | —           | —           | /                              |                 |                      |
| 2021                                                         | No Satisfaction                                | —           | —           | —           | —           | Tribù urbana                   |                 |                      |
| 2021                                                         | Un milione di cose da dirti                    | 10          | —           | —           | —           | Tribù urbana                   | - ITA: Oro      | - ITA: 35 000+       |
| 2021                                                         | Uno                                            | —           | —           | —           | —           | Tribù urbana                   |                 |                      |
| 2021                                                         | Stelle cadenti                                 | —           | —           | —           | —           | Tribù urbana                   |                 |                      |
| 2021                                                         | Milano non esiste                              | —           | —           | —           | —           | /                              |                 |                      |
| 2022                                                         | Una cosa più grande (feat. Giuliano Sangiorgi) | —           | —           | —           | —           | /                              |                 |                      |
| 2023                                                         | Male più non fare (feat. Jake La Furia)        | —           | —           | —           | —           | Buona fortuna                  |                 |                      |
| 2024                                                         | L'unico pericolo                               | —           | —           | —           | —           | Buona fortuna                  |                 |                      |
| 2024                                                         | Mediterraneo                                   | —           | —           | —           | —           | Buona fortuna                  |                 |                      |
| 2025                                                         | Il campione                                    | —           | —           | —           | —           | Buona fortuna                  |                 |                      |
| 2025                                                         | Ferma gli orologi                              | —           | —           | —           | —           | /                              |                 |                      |
| "—" indica una pubblicazione non classificata in quel paese. |                                                |             |             |             |             |                                |                 |                      |

### Come artista ospite
| Anno                                                         | Titolo                                          | Classifiche | Album di provenienza |
| Anno                                                         | Titolo                                          | ITA         | Album di provenienza |
| ------------------------------------------------------------ | ----------------------------------------------- | ----------- | -------------------- |
| 2013                                                         | Non mi interessa (Patty Pravo feat. Ermal Meta) | 97          | /                    |
| 2019                                                         | Normale (Francesco Renga feat. Ermal Meta)      | —           | L'altra metà         |
| 2020                                                         | Mi manca (Bugo feat. Ermal Meta)                | —           | Cristian Bugatti     |
| "—" indica una pubblicazione non classificata in quel paese. |                                                 |             |                      |

## Autore e compositore per altri artisti
| Anno | Titolo                               | Artista/i                     | Album di provenienza            |
| ---- | ------------------------------------ | ----------------------------- | ------------------------------- |
| 2012 | Un nuovo nome                        | Francesca Michielin           | Riflessi di me                  |
| 2013 | Ti amavo per sempre                  | Antonella Lo Coco             | Geisha                          |
| 2013 | Spara amore mio                      | Annalisa                      | Non so ballare                  |
| 2013 | Io tu e noi                          | Annalisa                      | Non so ballare                  |
| 2013 | Non so ballare                       | Annalisa                      | Non so ballare                  |
| 2013 | La prima volta                       | Annalisa                      | Non so ballare                  |
| 2013 | Pronto a correre                     | Marco Mengoni                 | Pronto a correre                |
| 2013 | 20 sigarette                         | Marco Mengoni                 | Pronto a correre                |
| 2013 | Natale senza regali                  | Marco Mengoni                 | Pronto a correre                |
| 2013 | Non importa dove                     | Emanuele Corvaglia            | Amici 2013                      |
| 2013 | Vieni con me                         | Chiara                        | Un posto nel mondo              |
| 2014 | La vita è da vivere                  | Chiara                        | Un giorno di sole               |
| 2014 | Il meglio che puoi dare              | Chiara                        | Un giorno di sole               |
| 2014 | A ridere di tutto                    | Veronica De Simone            | Ti presento Maverik             |
| 2014 | All'improvviso                       | Zero Assoluto                 | Alla fine del giorno            |
| 2014 | Era una vita che ti stavo aspettando | Francesco Renga               | Tempo reale                     |
| 2014 | Qualunque vita è straordinaria       | Giusy Ferreri                 | L'attesa                        |
| 2014 | Sempre sarai                         | Moreno feat. Fiorella Mannoia | Incredibile                     |
| 2015 | Straordinario                        | Chiara                        | Un giorno di sole straordinario |
| 2015 | Invincibile                          | Marco Mengoni                 | Parole in circolo               |
| 2015 | Io ti aspetto                        | Marco Mengoni                 | Parole in circolo               |
| 2015 | La neve prima che cada               | Marco Mengoni                 | Parole in circolo               |
| 2015 | La nostra vita è oggi                | Lorenzo Fragola               | 1995                            |
| 2015 | Resta dove sei                       | Lorenzo Fragola               | 1995                            |
| 2015 | Occhi profondi                       | Emma                          | Adesso                          |
| 2015 | Arriverà l'amore                     | Emma                          | Adesso                          |
| 2015 | Ad occhi chiusi                      | Marco Mengoni                 | Le cose che non ho              |
| 2015 | La nostra estate                     | Marco Mengoni                 | Le cose che non ho              |
| 2015 | Le cose che non ho                   | Marco Mengoni                 | Le cose che non ho              |
| 2015 | Nemmeno un grammo                    | Marco Mengoni                 | Le cose che non ho              |
| 2016 | Un cuore in due                      | Francesca Michielin           | di20are                         |
| 2016 | Con le mani                          | Lorenzo Fragola               | Zero Gravity                    |
| 2016 | Luce che entra                       | Lorenzo Fragola               | Zero Gravity                    |
| 2016 | Scarlett Johansson                   | Lorenzo Fragola               | Zero Gravity                    |
| 2016 | Big Boy                              | Sergio Sylvestre              | Big Boy                         |
| 2016 | No Goodbye                           | Sergio Sylvestre              | Big Boy                         |
| 2016 | Parlerò d'amore                      | Alice Paba                    | /                               |
| 2016 | Il bene                              | Francesco Renga               | Scriverò il tuo nome            |
| 2016 | Una strada infinita                  | Elodie                        | Un'altra vita                   |
| 2017 | Una favola non è                     | Elodie                        | Tutta colpa mia                 |
| 2017 | È soltanto pioggia                   | Leonardo Lamacchia            | Ciò che resta                   |
| 2017 | Un brutto sogno                      | Leonardo Lamacchia            | Ciò che resta                   |
| 2017 | Un solo abbraccio                    | Gianni Morandi                | D'amore d'autore                |
| 2018 | La notte è un'alba                   | Red Canzian                   | Testimone del tempo             |
| 2019 | Resta per sempre                     | Alberto Urso                  | Il sole ad est                  |
| 2019 | Il mondo tranne me                   | Alberto Urso                  | Il sole ad est                  |
| 2024 | La mia canzone per te                | Alex Wyse                     | /                               |

## Video musicali
| Anno | Titolo                      | Regista/i                                             |
| ---- | --------------------------- | ----------------------------------------------------- |
| 2014 | Lettera a mio padre         | Marco Serpenti                                        |
| 2015 | Odio le favole              | Budabø                                                |
| 2016 | Volevo dirti                | Andrea Folino                                         |
| 2016 | A parte te                  | Chiara Rigoli e Matteo Bruno                          |
| 2016 | Gravita con me              | Giuseppe Marco Albano                                 |
| 2017 | Vietato morire              | Matteo Bruno                                          |
| 2017 | Ragazza paradiso            | Matteo Bruno e Matteo Montagna                        |
| 2017 | Voodoo Love                 | Ermal Meta                                            |
| 2017 | Piccola anima               | —                                                     |
| 2018 | Non mi avete fatto niente   | Michele Placido e Arnaldo Catinari                    |
| 2018 | Dall'alba al tramonto       | Matteo Bruno                                          |
| 2018 | Io mi innamoro ancora       | Matteo Bruno                                          |
| 2018 | 9 primavere                 | Giovanni Tomaselli                                    |
| 2019 | Un'altra volta da rischiare | Luca Tartaglia                                        |
| 2019 | Ercole                      | Mauro Russo                                           |
| 2019 | Normale                     | Duilio Scalici                                        |
| 2020 | Mi manca                    | Eros Galbiati                                         |
| 2020 | Finirà bene                 | —                                                     |
| 2021 | No Satisfaction             | Andrea Folino                                         |
| 2021 | Un milione di cose da dirti | Tiziano Russo                                         |
| 2021 | Uno                         | Tiziano Russo                                         |
| 2021 | Stelle cadenti              | Claudia Pasanisi e Peppe Tortora                      |
| 2021 | Milano non esiste           | Marcello Perego                                       |
| 2022 | Una cosa più grande         | Giacomo Triglia                                       |
| 2023 | Male più non fare           | Davide Masciandaro                                    |
| 2024 | L'unico pericolo            | Antonio Usbergo e Niccolò Celaia (YouNuts!) e Broga's |
| 2024 | Mediterraneo                | Giovanni Tomaselli e Zavvo Nicolosi                   |
| 2025 | Il campione                 | Alessandro Di Palma e Luana Fanelli                   |
| 2025 | Ferma gli orologi           | Mauro Russo                                           |